# Курт Сванстрем
Курт Сванстрем (швед. Kurt Svanström, нар. 25 березня 1915 — пом. 16 січня 1996) — шведський футболіст, що грав на позиції півзахисника.
Виступав за клуб «Ергрюте», а також національну збірну Швеції.

## Клубна кар'єра
У дорослому футболі дебютував 1936 року виступами за команду клубу «Ергрюте», за яку відіграв п'ять років. 
Помер 16 січня 1996 року на 81-му році життя.

## Виступи за збірну
1937 року дебютував в офіційних матчах у складі національної збірної Швеції. Протягом кар'єри у національній команді, яка тривала усього 3 роки, провів у формі головної команди країни 10 матчів, забивши 1 гол.
У складі збірної був учасником чемпіонату світу 1938 року у Франції.